# Płyszczynka srebrzysta
Płyszczynka srebrzysta, płaszczynka srebrzysta (Mylossoma duriventre) – gatunek słodkowodnej ryby kąsaczokształtnej z rodziny piraniowatych (Serrasalmidae), typ nomenklatoryczny rodzaju Mylossoma. Nie jest zaliczana do drapieżnych piranii właściwych, choć jest z nimi blisko spokrewniona.

## Nazwa zwyczajowa
Henryk Szelęgiewicz w przekładzie Wielkiego atlasu ryb S. Franka z 1974 przedstawił ten gatunek pod zwyczajową nazwą „płaszczynka srebrzysta”, ale nazwa rodzajowa „płaszczynka” jest już stosowana dla Melanelixia – rodzaju grzybów tarczownicowatych. W 1991 Eugeniusz Grabda i Tomasz Heese zaproponowali dla Mylossoma duriventre nazwę „płyszczynka srebrzysta”. W późniejszej literaturze spotykane są obydwie nazwy zwyczajowe.

## Występowanie
Gatunek szeroko rozprzestrzeniony w dorzeczach Amazonki, Orinoko, Parany i Paragwaju. Przebywa nad mulistym dnem w strumieniach i jeziorach.

## Budowa
Ciało silnie bocznie spłaszczone, wysokie, romboidalne. Linia grzbietu załamuje się uskokiem u nasady płetwy grzbietowej. Występuje płetwa tłuszczowa. Ubarwienie ciała srebrzyste, miejscami połyskujące. Krawędzie płetw odbytowej i ogonowej niektórych osobników są pomarańczowe. Linia boczna jest wyraźnie zaznaczona. Płyszczynka srebrzysta dorasta do 25 cm długości standardowej (SL) i osiąga do 1 kg masy ciała.

## Biologia i zachowanie
Gatunek stadny, tworzy ławice. Nie jest rybą agresywną. Uznawana za długowieczną. Żywi się roślinami, rybami i owadami.

## Znaczenie gospodarcze
Poławiana komercyjnie w lokalnym rybołówstwie jako ryba konsumpcyjna. Jest przedmiotem handlu dla potrzeb akwarystyki.